# Angelika B. Hirsch
Angelika B. Hirsch (* 1955 in Anklam) ist  eine deutsche Religionswissenschaftlerin und Buchautorin.

## Leben und Ausbildung
Angelika B. Hirsch wurde als ältestes von vier Kindern eines Pfarrers und einer Diätassistentin geboren und wuchs in einem Pfarrhaus des Kreises Anklam auf. Aus politischen Gründen wurde ihr der Besuch einer Erweiterten Oberschule verwehrt. Ein Fluchtversuch über die innerdeutsche Grenze misslang, und sie kam von 1974 bis 1975 für zehn Monate in Haft. In Naumburg an der Saale konnte sie das kirchliche Abitur am dortigen Proseminar machen. Es folgten pädagogische Ausbildungen und eine Arbeit mit Kindern und Jugendlichen im kirchlichen Raum. Einige Jahre verbrachte sie in einem Benediktinerinnenkloster, woher der 2. Vorname Benedicta stammt. Nach dem Mauerfall studierte sie von 1992 bis 1998 in Berlin an der Freien Universität Religionswissenschaft und Judaistik und schloss mit der Promotion zum Dr. phil. ab.
Es folgten Therapeutische Ausbildungen:
- 1995–1999 Transaktionsanalytische Basiskompetenz (Institut für Kommunikationstherapie Dr. Gisela Kottwitz, Berlin)
- 1998–2001 Atemtherapie (Institut für Atemlehre Erika Kemmann, Berlin) Abschluss mit AFA-Diplom

Künstlerische Ausbildung
- 1993–2001 Ausbildung zur Märchenerzählerin bei der Europäischen Märchengesellschaft e.V. (Rheine)

Von 1998 bis 2009 war Hirsch als Beraterin in einer Krisen- und Lebensberatung (offene tür berlin e.V.) angestellt.

Seit 2012 ist sie Vizepräsidentin der Europäischen Märchengesellschaft e.V. (Rheine).

Seit April 2021 ist sie im Vorstand des Arbeitskreis für Jugendliteratur e.V.

## Werke
- Märchen als Quellen für die Religionsgeschichte? Ein neuer Versuch der Auseinandersetzung mit den alten Problemen der Kontinuität oraler Tradition und der Datierung von Märchen (Dissertation), Europäische Hochschulschriften Peter Lang 1998
- An den Schwellen des Lebens, Warum wir Übergangsrituale brauchen, Erstauflage 2004, München; Neuauflage Verkanntenverlag 2011 ISBN 978-3-865330-02-4
- Zusammen mit Lothar Köster: Cimalmotto – Vom Glück im Tessin am Ende der Welt, Verkanntenverlag 2007
- SLOW FOOT – Von München nach Venedig, Verkanntenverlag 2008
- Zusammen mit Lothar Köster: Ein Haus in Neukölln. Fast eine Liebeserklärung, Verkanntenverlag 2008
- Warum die Frau den Hut aufhatte. Eine kleine Kulturgeschichte des Hochzeitsrituals, Vandenhoeck & Ruprecht, 2008   ISBN 978-3-525604-37-3
- Globus Warthestraße – Menschen mit Migrationshintergrund erzählen ihre Geschichte. Gefördert durch das Quartiersmanagement Schillerpromenade im Rahmen des Programms Soziale Stadt, Verkanntenverlag 2009
- QUER – Eine west-ostdeutsche Wanderreportage, mit Fotos und Kurztexten von Lothar Köster und mit farbiger Strecken-Karte, Verkanntenverlag 2012
- Stroh zu Gold spinnen, Verlag: Schneider Verlag Hohengehren 2013 ISBN 978-3-834011-99-2
- Jugra geht. Ein altes sibirisches Märchen neu erzählt von Angelika B. Hirsch und gemalt von Jorge Lopes, hospiz verlag Esslingen (2016)  ISBN 978-3-941251-95-3
- Zusammen mit Ursula Thomas und Veronika Uhlich: Märchen für Menschen mit Demenz – Sicher und kompetent in der Betreuung einsetzen, Vincentz Network, Hannover (2016)   ISBN 978-3-866304-52-9
- Wo uns Segen begegnet - Eine Spurensuche im Alltag, Verlag: Patmos Verlag Ostfildern 2017 ISBN 978-3-8436-0961-6
- Märchen vom kleinen und großen Tod - für Menschen, die Sterbende begleiten, trauern oder über die eigene Endlichkeit nachdenken., Verlag: der hospiz verlag Esslingen 2021 ISBN 978-3-946527-37-4
- Vererbt. Vergöttert. Vergessen. Immaterielles Kulturgut Märchenerzählen. Ein Podcast der Europäischen und Schweizerischen Märchengesellschaft. Zusammen mit Conchi Vega; seit Januar 2023 monatlich eine Folge
- Die Wölfe von Greifswald - Eine Familiensaga, Spica Verlag GmbH 2025 ISBN 978-3-98503-191-7